# Ferdinand Nebel
Ferdinand Jakob Nebel (* 22. März 1782 in Koblenz; † 20. April 1860 ebenda) war ein in der südlichen Rheinprovinz tätiger Architekt.

## Leben
Er war der Sohn des Kurzwarenhändlers Johann Nikolaus Nebel (1752–1829), der von 1804 bis 1808 Maire von Koblenz war. Er studierte das Bau- und Hüttenfach in Berlin und war anschließend mehrere Jahre auf Studienreisen, unter anderem auch in Paris. Danach war er beim Festungsbau in Mainz und ab 1818 in Koblenz beschäftigt. 1823 wurde er Landbauinspektor für sechs Landkreise des Regierungsbezirkes Koblenz und betreute alle Bauvorhaben, bei denen der Preußische Staat Bauherr war. Bei seiner Tätigkeit stand er in ständiger Konkurrenz zu seinem Architektenkollegen Johann Claudius von Lassaulx. Er war der Vater des Koblenzer Architekten und Stadtbaumeisters Hermann Nebel (1816–1893).
Auf Ferdinand Nebel geht das Verfahren zur Herstellung von Leichtbausteinen aus Bims zurück, indem dem gemahlenen Bims Kalkmilch zugesetzt wurde. Diese so genannten Schwemmsteine sind relativ leicht, schnell zu verarbeiten und besitzen gute wärmedämmende Eigenschaften. Die Entdeckung Nebels im Jahr 1845 war die Grundlage für die bedeutende Baustoffindustrie im Neuwieder Becken. Nach dem Zweiten Weltkrieg betrug der Anteil der Schwemmsteine zeitweise 40 Prozent der gesamten deutschen Bausteinproduktion.

## Werke (unvollständig)

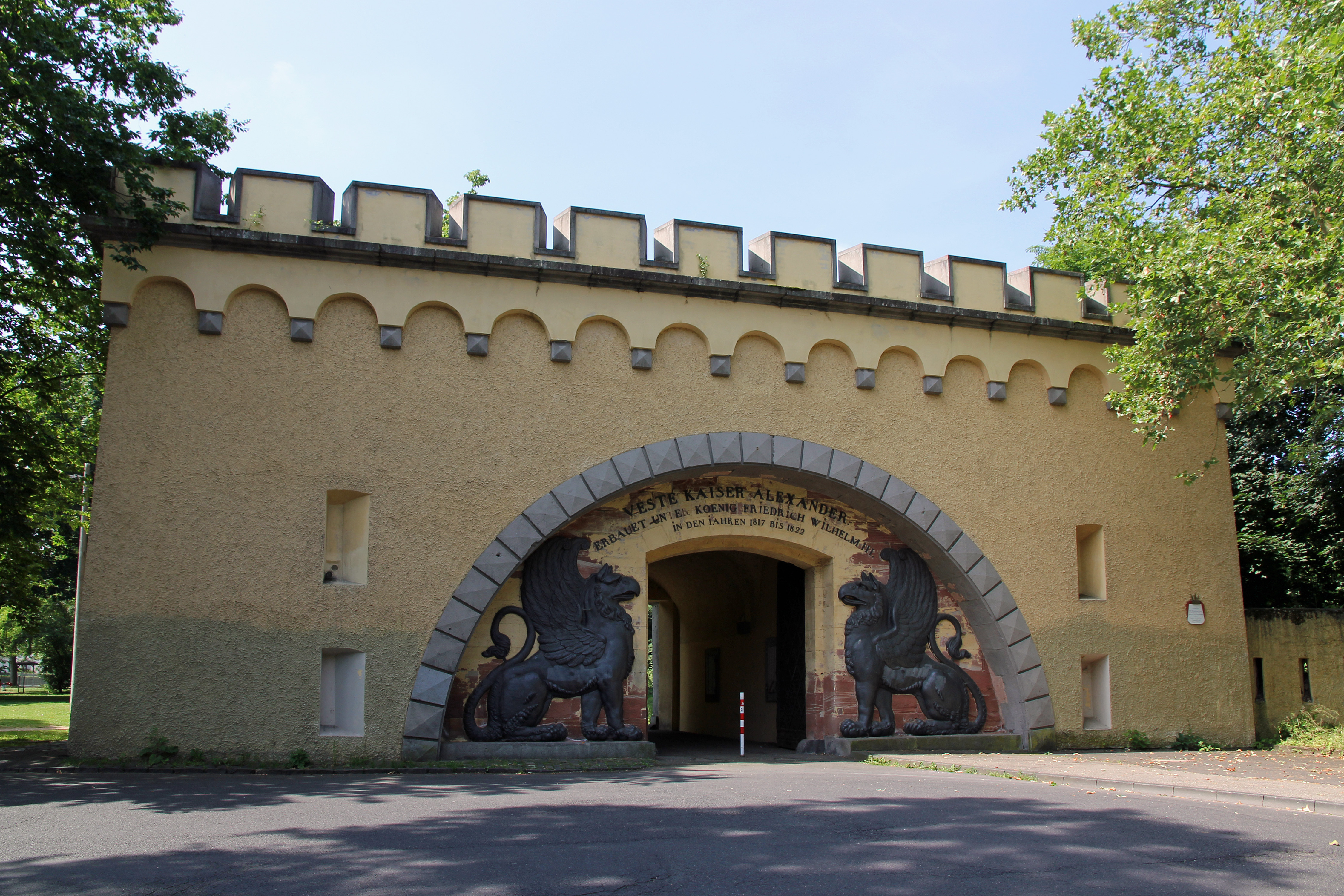
Das Löwentor der ehemaligen Feste Kaiser Alexander in Koblenz

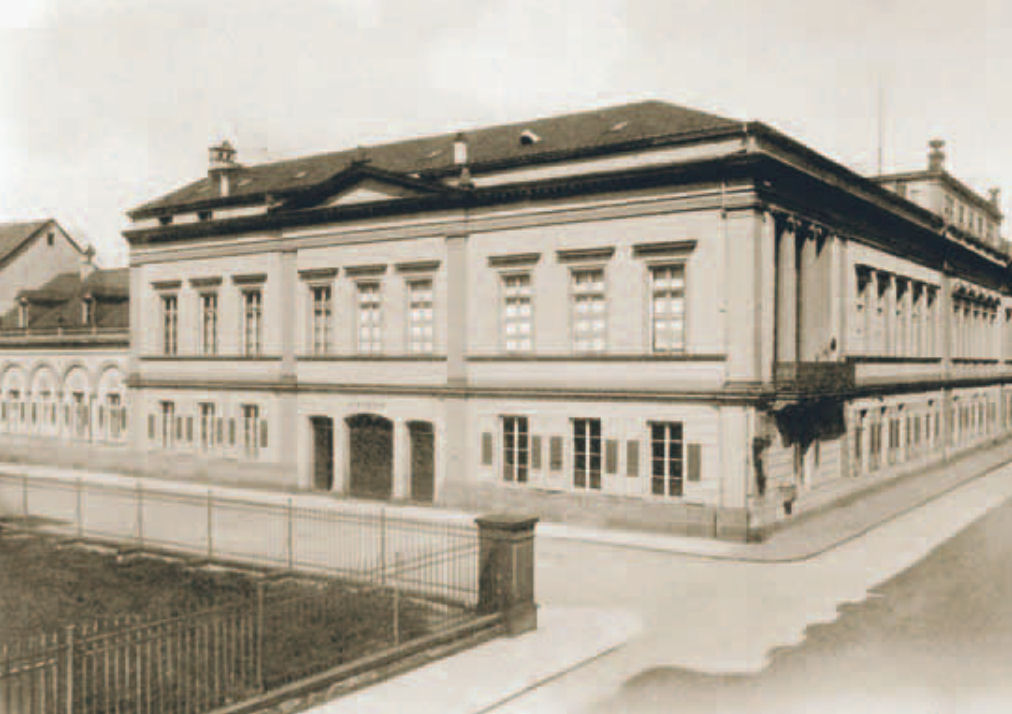
Das Gebäude der Koblenzer Casinogesellschaft 1908

- Kath. Kapelle St. Stephan in Keldung, 1832
- Kath. Pfarrkirche St. Markus in Braunshorn, 1830 bis 1833
- Kath. Pfarrkirche St. Lambertus und Katharina in Brohl-Lützing, 1873
- Kath. Pfarrkirche St. Johannes Ev. in Dieblich, 1842
- Mausoleum der Fürsten zu Wied in Dierdorf, 1816 bis 1821
- Pfarrhaus in Grenderich, 1825
- Kath. Pfarrkirche St. Hubertus in Dreckenach, Gemeinde Kobern-Gondorf, 1842 bis 1843
- Kath. Pfarrkirche St. Nikolaus in Kaifenheim, 1843 bis 1854
- Kath. Pfarrkirche St. Hippolytus in Kaltenborn-Herschbach, 1826 bis 1828
- Kath. Pfarrkirche St. Servatius in Kaltenborn, 1836/37
- Langhaus der kath. Kapelle St. Stephan in Keldung, 1832
- Pläne für das Löwentor der Feste Kaiser Alexander in Koblenz, 1819
- Gebäude der Casinogesellschaft in Koblenz, 1827/28
- Kath. Pfarrkirche St. Johannes Enthauptung in Koblenz-Metternich, 1829/30 (1912/13 abgebrochen)
- Großes Kurhaus und zwei weitere Gebäude der Kaltwasserheilanstalt Bad Laubach am Stadtrand von Koblenz, 1840 bis 1843
- Kath. Pfarrkirche St. Georg in Löhndorf (Stadt Sinzig), 1829 bis 1833
- Evang. Pfarrkirche in Lötzbeuren, 1828
- Gebäude der Casinogesellschaft in Neuwied, 1825 bis 1827
- Pläne der Evang. Pfarrkirche in Oberhonnefeld, 1829 bis 1831
- Sog. Knabenschule in Oberwesel, 1834 bis 1840
- Schule in Thür, 1833
- Rathaus in Trarbach (Stadt Traben-Trarbach), 1833
- Ev. Kirche in Urbach, 1825 bis 1827
- Ehem. Schule in Vallendar, 1844/45
- Kath. Pfarrkirche St. Peter in Westum (Stadt Sinzig), 1843 bis 1848
- Schule in Weiler, um 1833
- Schule in Wimbach, 1826
- Kath. Martinskapelle in Winningen, 1852 in Zusammenarbeit mit Hermann Nebel (1816–1893)